# ديلان جونز
ديلان جونز (بالإنجليزية: Dylan Jones)‏ هو محرر بريطاني، ولد في 1960.

## وصلات خارجية
- ديلان جونز على موقع IMDb (الإنجليزية)